# Ohura
Ohura ist ein kleines Dorf im Ruapehu District der Region Manawatū-Whanganui auf der Nordinsel von Neuseeland.

## Geographie
Das Dorf befindet sich rund 24 km westlich von Taumarunui und rund 36 km östlich der Westküste zur Tasmansee, im Tal des Mangaroa Streams. Der Ōhura River fließt in Mäanderform knapp 1 km östlich am Dorf vorbei.

## Bevölkerung
Zum Zensus des Jahres 2013 zählte der Ort 129 Einwohner, 21,8 % weniger als zur Volkszählung im Jahr 2006.

## Wirtschaft
Ohura war ehemals Zentrum des Kohlebergbaus in der Region und bestimmte über lange Zeit das wirtschaftliche Geschehen des Dorfes.

## Infrastruktur

### Straßenverkehr
Durch Ohura führt der New Zealand State Highway 43, der das Dorf rund 18 km nordöstlich mit dem New Zealand State Highway 4 und darüber mit Taumarunui als größte Stadt in der Region verbindet. Eine vom Dorf aus nach Westen führende kleine Landstraße verbindet das Dorf mit der Westküste und dem an ihr entlangverlaufenden New Zealand State Highway 3.

### Schienenverkehr
Ohura liegt an der Bahnstrecke Stratford–Okahukura. Die Eisenbahn erreichte den Ort, von Okahukura an der Bahnstrecke Wellington–Auckland kommend, 1924. Es dauerte dann noch bis 1932, bevor die Fortsetzung nach Westen in Betrieb ging. Ohura war einer der wenigen Bahnhöfe entlang der Strecke, die mit Personal besetzt waren. Der Personenverkehr wurde 1983, der Güterverkehr 2009 eingestellt. Es gibt nur noch einen touristischen Verkehr mit Motordraisinen. Eine Wiederaufnahme des Bahnverkehrs wird inzwischen angestrebt.

## Sehenswürdigkeiten
In Ohura befindet sich ein kleines Museum zur Ortsgeschichte.